# 東院道官立小學
東院道官立小學（英語：Eastern Hospital Road Government Primary School），又名東院道官立學校，是位於香港灣仔區的一所男女子官立小學，由港英政府興辦。校址為香港銅鑼灣東院道5號。學校於1958年開校，至1977年停辦。原建築現為何東中學分校的校舍。

## 歷任校長
上午校
- 1958年至1959年：劉文駒 先生[3][4]
- 1959年至1962年：簡羅美馨 女士[5][6][7]
- 1962年至？：司徒明 先生[8][9]
- ？年至1973年：邱達禧 先生[註 1]

下午校
- 1958年至1962年：容宜燕 先生[7][10][11]
- 1962年至1975年：江大賜 先生[9]

全日制
- 1975年至1977年：黎李藻英 女士

## 歷任副校長
- 楊子潔 女士
- 李必基 女士
- 朱張傑君 女士
- 黃漱石 先生

## 學校發展
政府於1954年制定了《小學擴展的七年計劃》，於是在大昌建築公司創辦人陳德泰捐贈30萬元作建築費的情況下，1957年動工建校，1958年3月17日正式開校。校方在校舍未落成初期曾暫借官立嘉道理爵士小學為下午校學生上課，一共有十二班。而在校舍啟用後，校園內計有二十四個課室、木工室、家政室、音樂室以及大操場各有一個。另外，尚有校長室與教員休息各兩個。東院道官立小學獲建築商人陳德泰捐贈三十萬作外修設計與內部裝修，校園因此可擴展為一般標準校舍規模。於1960至1970年代，學校進入全盛時期。當時上午校一年級共有十二班。但在發展至1973年以後，東院道官立小學的收生情況不理想，並因而轉以全日制辦學。該校最後一任校長黎李藻英嘗試作改變，增加學生數目。結果在1977年8月31日因為校區內適齡兒童持續減少，加上政府大力發展新市鎮令人口遷移而停辦。
在學校開辦期間，曾培育了不少升上皇仁書院、聖保羅書院、香港華仁書院、英華女學校、聖保祿學校等中學的舊生。而東院道官立小學停辦後，曾於該校任教的教師定期舉行一些聚會以慶祝學校建立的週年紀念。至2011年，該校昔日的師生共同編寫一本文集《我們來自東院道官小》（由天地圖書館出版）以記錄在校時的求學點滴和早年香港官立小學教育發展的情況。東院道官立小學的舊址於1975至1983年期間曾用作英基銅鑼灣小學及南島中學臨時校舍，1983年獲香港立法局會議通過被改建成何東中學（即當時何東官立工業女中學）的附屬分校校舍。

## 其他資料
- 前香港攝影學會長朱濟權曾於1958年至1965年期間於東院道官立學校上午校任教。另外，香港資深教育家何萬森亦是該校的上午校老師，於1958年至1970年代初在校任教[20][21]。
- 香港著名騎師邱達禧於1960年代退役後當上官立小學校長。他曾於1961年至1966年期間擔任元朗官立小學校長，後來被調到東院道官立小學當了數年校長[22]。

## 著名/傑出校友
東院道官立小學辦學共19年。當中培育了不少傑出的校友，以下為部分校友：
政界、法律界
- 湯家驊，GBS，JP（1962年上午校）：香港著名政治人物、資深大律師及前香港立法會議員[27][28]
- 陳景生，JP（1962年下午校）：香港資深大律師、前香港大律師公會主席
- 馬豪輝，GBS，JP（1963年下午校）：第十二屆全國人民代表大會代表、香港基本法研究中心副主席、僱員補償援助基金管理局主席
- 何胡景（1968年下午校）：加拿大安大略省萬錦市議員、萬錦市政府社區服務委員會主席

醫學界
- 潘鴻鈞（1959年下午校）：多倫多大學醫學院助理教授及天道大學神學院輔導學教授
- 蘇肖娟（1960年上午校）：香港護士總工會會長
- 鍾展鴻（1961年上午校）：急症室專科醫生、香港聖約翰救護機構理事會主席
- 霍泰輝，SBS，JP（1963年上午校）：前香港中文大學副校長及前香港中文大學醫學院院長、卓敏兒科講座教授
- 梁承達（1963年下午校）：牙科醫生、創興銀行有限公司副主席兼董事總經理梁高美懿之丈夫
- 談兆麟，BBS（1963年下午校）：香港理工大學應用生物及化學科技學系客座教授、前香港中文大學醫學院微生物學系教授
- 鄒偉健（1969年下午校）：美國新澤西州 Bayshore Community Hospital 泌尿科副主管

商界
- 彭玉榮，BBS，JP（1961年）：東亞銀行執行董事兼副行政總裁
- 胡經昌，BBS，JP（1963年上午校）：香港黃金商人、前「香港金王」胡漢輝之子、香港金銀業貿易場永遠名譽會長、前香港立法會金融服務界別議員
- 羅少紅（1969年下午校）：香港萬國寶通銀行大中華區信貸總監

傳媒界、教育界
- 羅炳良（1958年下午校）：前香港中文大學文學院院長及音樂系教授
- 湯乃榮（1959年下午校）：前五邑司徒浩學校校長[29][30]
- 梁柏濤（1959年上午校）：香港著名音樂經理人、資深傳媒人、《騎師日報》創辦人兼馬評家
- 馬桂綿（1959年上午校）：香港珠海學院文學院教授、前香港博益出版集團出版人、朗文香港教育出版董事以及新亞洲出版社出版總監
- 楊月波（1959年下午校）：前香港城市大學資訊系統學系特約教授[30]
- 常國柱（1961年下午校）：前保良局甲子何玉清中學校長[29]
- 鄭燕祥（1961年上午校）：香港教育大學副校長（研究與發展）及領導與變革講座教授
- 哈奇偉（1961年下午校）：伊斯蘭脫維善紀念中學校監、中華回教博愛社第二副主席
- 馮紹波，GBS（1962年上午校）：香港《經濟日報》集團主席兼創辦人[31]
- 胡善為（1962年下午校）：前德信中學校長
- 梁操雅（1963年）：香港教育圖書總編輯顧問、前香港教育學院社會科學系助理教授[32]
- 簡慕嫻（1963年下午校）：香港女作家、筆名「辛其氏」
- 潘慧嫻（1963年下午校）：著名書籍《地產霸權》作者、前新鴻基地產集團創辦人郭得勝私人助理
- 周肖馨（1964年下午校）：港大同學會小學校監
- 程伯中，BBS（1966年上午校）：香港中文大學信興高等工程研究所所長及卓敏電子工程學系講座教授、前香港中文大學副校長及逸夫書院院長[33]
- 陳慧兒（1966年下午校）：香港資深傳媒人、香港中文大學新聞及傳播學系兼任講師
- 游清源（1974年上午校）：香港資深傳媒人[34]
- 梁天明：前香港中文大學學生事務處處長
- 單錦成：前香港城市大學生物及化學系副教授
- 林建平：前香港教育署語文教育學院中文系講師、前香港城市大學語文研習所講師
- 吳承淦：國力書院營運總監

公共事業界、其他界別
- 余熾鏗，SBS，JP（1962年下午校）：前建築署署長[35]
- 雷張慎佳，BBS（1964年下午校）：香港兒童權利委員會主席、前防止虐待兒童會總幹事[36]
- 陳華棟：香港電台及澳門賽馬節目第一代馬評人[37]

## 外部連結
- 東院道官立小學（页面存档备份，存于）
- 東院道官立小學五十週年校慶（1958-2008）活動相集 （页面存档备份，存于）
- 東院道官立小學舊照片 （页面存档备份，存于）
- 東院道官立小學興建校舍資料（页面存档备份，存于）